# 莎车州
莎车州，清朝时设置的州。
光绪八年（1882年）置，治所在今新疆维吾尔自治区莎车县。直属甘肃省。十年改属新疆省。二十八年（1902年），升为莎车府。  